# Gauchin-Verloingt
Gauchin-Verloingt è un comune francese di 796 abitanti situato nel dipartimento del Passo di Calais nella regione dell'Alta Francia.
Il suo territorio comunale è attraversato dal fiume Ternoise.

## Storia

### Simboli
Su proposta degli Archives du Pas-de-Calais il comune di Gauchin-Verloingt nel 1996 ha ripreso il blasone della famiglia De Verloing, oggi estinta, che si distinse al tempo delle Crociate.

## Società

### Evoluzione demografica
Abitanti censiti